# ウェザーニュースLiVE・イブニング
『SOLiVE イブニング』（ソライブ・イブニング）は、ウェザーニューズ (WNI) が2009年4月27日から2018年4月15日まで生放送していた気象情報番組である。 番組運営リニューアルに伴い2018年4月16日より『『ウェザーニュースLiVE・イブニング』（ウェザーニュースライブ・イブニング）と番組タイトルが変更された。

## 概要
ウェザーニューズの24時間動画生放送「ウェザーニュースLiVE」で配信の気象情報番組。インターネット配信のほか、BSデジタル放送（独立データ放送）910ch「ウェザーニュース」でも視聴できる。異常気象発生時、地震発生時（WNI分析で推定最大震度が3以上、もしくは不明の場合）は、放送中の内容を中断して速報体制となるほか、放送時間を延長して関連情報を伝える場合もある。

### 番組開始から2010年春改編まで
千葉県千葉市美浜区の幕張テクノガーデンB館24階にある、ウェザーニューズ・グローバルセンター内、予報センターから生放送。通常の天気予報や解説（概況）が主体の気象情報番組と異なり、『ソラヨミ』と称する、雲の動きや体感などで現れる特定現象が、その後の天気動向にもたらす傾向を雲などの実例写真を使ってわかりやすく解説し、視聴者と共に追っていく内容が特徴。SOLiVEキャスターと、解説担当の気象予報士2名で伝える。放送開始当初は平日のみの放送だったが、2009年10月10日からは土・日曜にも放送枠が拡大された。

### 2010年春改編以降
タイトルが、「SOLiVE Evening」から「SOLiVE イブニング」となり、「イブニング」がカタカナ書きとなった。放送スタジオが、改装された2Fスタジオ、通称「ソラスタ」に変更された。このスタジオから送出される番組を男性キャスターが担当するのは、この番組が初となる。放送時間は1時間遅れの18時 - 20時に変更。
メインキャスターは、男性1人となり、必要に応じて24F予報センターと中継をつなぐ。キャスターには、SOLiVEキャスター同様、専用のメールアドレスが用意され、テーマに沿ったメールの募集も行われるようになった。
SOLiVEキャスターが旧ソラマドゾーンで使用していたものをベースにした、専用の名前テロップ映像が用意された。但し、女性キャスターにある、キャスターの似顔絵は割愛されている。
原田が得意とするGoogle earthを使用した天気予報解説は「Google earth with ウェザーレポート」へと進化した。主に、今日これまでの天気変化をおさらいし、今夜から翌日の天気変化にスポットを当てて伝えている。予報に関しては、翌朝、つまり12時間後の天気予報で中心的に使われる、「コンピューターによる予測モデル」の説明も行っており、自社開発のOWN、気象庁のGSMなどが登場する。
2010年11月15日の放送分から、オープニングで流れるアニメーション・そして同時に流れるジングルが一新。タイトル表示については、青色と紫色のグラデーションカラー表記に加え、左側の四角枠内に夜の街並みを描いたデザインへ変更された。
2011年1月2日の放送分から、下段スクロール表示のリニューアルが行なわれ、右端に「SOLiVE24」と番組名の交互表示が開始された。当番組の文字カラーは紫色表示である。
2011年12月21日放送分をもって、佐伯拓也キャスターがSOLiVEを卒業し、翌22日より原田が当番組に復帰したため、再び気象予報士が全曜日のキャスターとなった。翌月には、主に金曜・土曜の2日間に同番組を出演してきた喜田もキャスターを降板したものの、代わって予報センターの業務を行う目的で引き続き番組出演の方は継続している。喜田のキャスター降板に伴い2012年1月11日の放送では山田泰葉が担当し、番組開始以来初の女性キャスターによる放送となった。
2012年9月24日の番組改編により、9月23日の放送分をもって当番組は終了した。
現在のメインテーマ曲は、エリック・サティ『ジムノペディ』をアレンジしたものが使われている（2010年11月15日の当番組OP・ジングルリニューアル時より使用）。
2014年11月10日の放送分から番組改編に伴い、新オープニングよりイブニング復活。
2015年4月20日の番組改編により、4月19日の放送分をもって当番組は終了した。
2015年10月12日の放送分から番組改編に伴い、再びイブニング復活。
2017年2月20日の番組改編に伴い、放送時間が17時～20時に変更。
2017年11月1日の番組改編に伴い、放送時間が18時～21時に変更。
2018年4月16日の番組改編に伴い、大幅なリニューアルが実施。放送時間が17時～20時に変更され、ウェザーニューズ・グローバルセンター内スタジオ「ソラスタ」より、ウェザーニュース予報センター内の特設スタジオに移行された。

## 出演者
キャスター
※2025年6月現在
- 山岸愛梨
- 江川清音
- 松雪彩花
- 白井ゆかり
- 高山奈々
- 駒木結衣
- 戸北美月
- 川畑玲
- 小林李衣奈
- 青原桃香
- 岡本結子リサ
- 福吉貴文
- 小川千奈
- 魚住茉由

解説（予報センターより）
- 宇野沢達也
- 内藤邦裕
- 芳野達郎
- 山口剛央
- 本田竜也
- 森田清輝
- 飯島栄一

予報センター過去の出演者
- 草田あゆみ
- 喜田勝
- 村上ひかる
- 東田芳治（地震津波・火山担当）
- 須山洋治
- 安部大介
- 坂本晃平
- 町田修一
- 森口哲夫
- 石河大
- 大澤慎吾
- 園田憲治
- 浜俊一
- 小津慎吾
- 小池由高
- 柳博
- 吉井憲一
- 永井友理
- 山下裕也
- 川畑玲

### キャスター不在時の代理
ここでは2010年度分以降の内容を記述する。

### これまでの出演者
（2011年2月18日 - 12月21日）
- キャスター
- 佐伯拓也（日～木曜）
- 喜田勝（2010年4月9日 -  、主に金・土曜）※2011年2月7日改編から12月までは土曜日中心の担当だった。
- 原田健成（2010年4月5日 - 2011年2月17日、12月22日 -  、月・火曜及び隔週土曜を含む週4~5回）[注釈 9]
- 山田泰葉（2012年1月11日 - 、水～金・日曜のうちの週2回）[注釈 10]

（2014年4月16日 - 2016年10月26日）
- キャスター
- 大西暁子　火曜日、水曜日

（2014年4月14日 - 2018年3月30日）
- キャスター
- 藤岡茜

## 放送時間の変遷
2014年春改編以降、SOLiVE サンセットが日没時間に合わせておよそ半年ごとに放送時間を移動しており、この番組は秋・冬期の放送となっている。
| 期間                                                                                         | 放送時間                    |
| -------------------------------------------------------------------------------------------- | --------------------------- |
| 2009年4月27日 - 10月2日                                                                      | 月曜日-金曜日 17:00 - 19:00 |
| 2009年10月5日 - 2010年4月4日                                                                 | 月曜日-日曜日 17:00 - 19:00 |
| 2010年4月5日 - 2012年9月23日・2014年11月10日 - 2015年4月19日・2015年10月12日 - 2017年2月19日 | 月曜日-日曜日 18:00 - 20:00 |
| 2017年2月20日 - 2017年10月31日                                                               | 月曜日-日曜日 17:00 - 20:00 |
| 2017年11月1日 - 2018年4月15日                                                                | 月曜日-日曜日 18:00 - 21:00 |
| 2018年4月16日 -                                                                              | 月曜日-日曜日 17:00 - 20:00 |

### 放送に関する備考
- 2010年6月26日は、部分月食中継企画を編成する関係で、『SOLiVE サンセット』『SOLiVE ムーン』をそれぞれ1時間拡大放送した為、当番組は休止となった。
- 2010年8月12日は、台風4号の影響に伴い、前番組からのM3体制を引き継ぎ、最新の台風・気象情報を中心に放送（19時30分にM2体制へ降格）。
- 2010年12月19日は、同時間帯に開催された「ソラトモパーティー2010」の模様を東京・新木場から生中継した為、当番組は休止した[注釈 12]。
- 2010年12月21日は、皆既月食中継企画を編成するため、北海道より現地からの生中継を前枠となる『SOLiVE サンセット』から継続して19時頃まで実施した。
- 2011年1月1日は、『SOLiVE イブニング 特別版』と題して、17時 - 20時までの1時間繰り上げ・拡大放送となった[注釈 13]。
- 2011年2月4日は、19時30分頃よりラゾーナ川崎で北清水雄太のインストアライブの生中継が行なわれた[注釈 14]。
- 2011年2月11日は、関東・中部・近畿エリアでの大雪に伴い、前番組からのM3体制を引き継ぎ、最新の降雪・交通情報を中心に放送した（19時からM2体制へ降格）。
- 2011年2月14日も11日と同様に関東・中部・近畿エリアでの大雪に伴い、19時30分頃からM3体制に切り替えられ、最新大雪情報として同時間帯以降のコーナーを中止しながら放送を行なった。
- 2011年8月27日は、通常の番組内で19時30分から隅田川花火大会の現地中継を実施した[注釈 15]。
- 2011年9月3日は、台風12号の影響により、沖縄県を含めた九州の一部と東日本・北日本の一部を除くエリアで、生活に影響が出る恐れがあると見込み、前番組「SOLiVE サンセット」のM3体制を継続して最新台風・気象情報中心に放送した[注釈 16]。
  - 同年9月21日も、台風15号の影響により3日と同様な内容で放送された。
- 2011年9月24日土曜日、同枠にて「SOLiVEサタデー」と称した東京・赤羽橋のシーポート1号店からの公開生番組が放送され、以降隔週で同番組とSOLiVEサタデーを放送することになった。なお、2012年7月7日の放送分よりSOLiVEサタデーは月1回放送となるため、再び土曜日の同番組放送回数が概ね元通りになる。
- 2011年10月8日は、19時 - 20時 に特別番組「ゲリラ雷雨防衛隊2011 振り返り特別番組」を放送したため、当番組は18時 - 19時の短縮放送となった[注釈 17]。
- 2011年12月22日は、19時30分 - 21時30分 に開催された「ソラトモパーティー2011」の模様を東京・六本木から生中継した為、当番組は18時 - 19時30分の短縮放送となった[注釈 18]。
- 2011年12月31日は、『SOLiVE イブニング』年末SPとして、17時 - 20時の3時間で放送。また2012年1月1日は、通常の番組枠内で『SOLiVE イブニング あの街この町 初リポート』の新春特番として放送された[注釈 19]。
- 2012年3月30日は後枠の「SOLiVE ムーン」の担当の担当の山岸が諸事情のため、30分延長
- 2012年4月3日は、日本海にあった爆弾低気圧の暴風などの影響で、北日本・西日本・東日本含めた地域で、生活に影響が出る恐れがあるとして、前番組『SOLiVE サンセット』のM3体制を引き継ぎ、予定していたコーナーを全部休止した上で放送。
- 2012年4月14日は、特別番組「みんなでGENSAI」放送のため、通常放送を休止。
- 2012年4月27日は、SOLiVE24放送開始3周年記念特別番組と題し、一部番組内容を変更して放送された。
- 2012年6月4日は、部分月食中継企画を編成する関係で、『SOLiVE ムーン』を1時間拡大放送した為、当番組は、18時～19時までの放送となった。
- 2012年6月19日は、台風4号が接近・上陸したため、同年4月3日・2011年9月21日と同様の内容で放送された。
- 2012年8月12日は、19時 - 20時に「ソラウタ製作委員会」放送のため、18時 - 19時の1時間短縮版となった。
- 2014年12月31日は、18時 - 24時15分に「年末特番: ~2014年最後まで思う存分繋がり納めスペシャル　」放送のため通常放送を休止。
- 2015年1月1日は、18時 - 20時に「明るく楽しく真剣に みんなでGENSAI2015」放送のため通常放送を休止。
- 2015年12月31日は、18時 - 24時15分に、2015年まるっと１年振り返りスペシャル放送のため通常放送を休止。
- 2016年1月1日は、通常の番組枠内で、『SOLiVE イブニング 減災特集』の新春特番として放送された
- 2016年12月31日は、18時 - 23時15分に、2016年まるっと１年振り返りスペシャル放送のため通常放送を休止。